# Departamento de San Rafael
Departamento de San Rafael är en kommun i Argentina.   Den ligger i provinsen Mendoza, i den centrala delen av landet, 1 000 km väster om huvudstaden Buenos Aires. Antalet invånare är 173 571. Arean är 31 kvadratkilometer.
Terrängen i Departamento de San Rafael är mycket platt.
Omgivningarna runt Departamento de San Rafael är i huvudsak ett öppet busklandskap. Runt Departamento de San Rafael är det mycket glesbefolkat, med 5 invånare per kvadratkilometer.